# Лорі моренговий
Ло́рі моренговий (Pseudeos fuscata) — вид папугоподібних птахів родини Psittaculidae. Мешкає на Новій Гвінеї.

## Опис

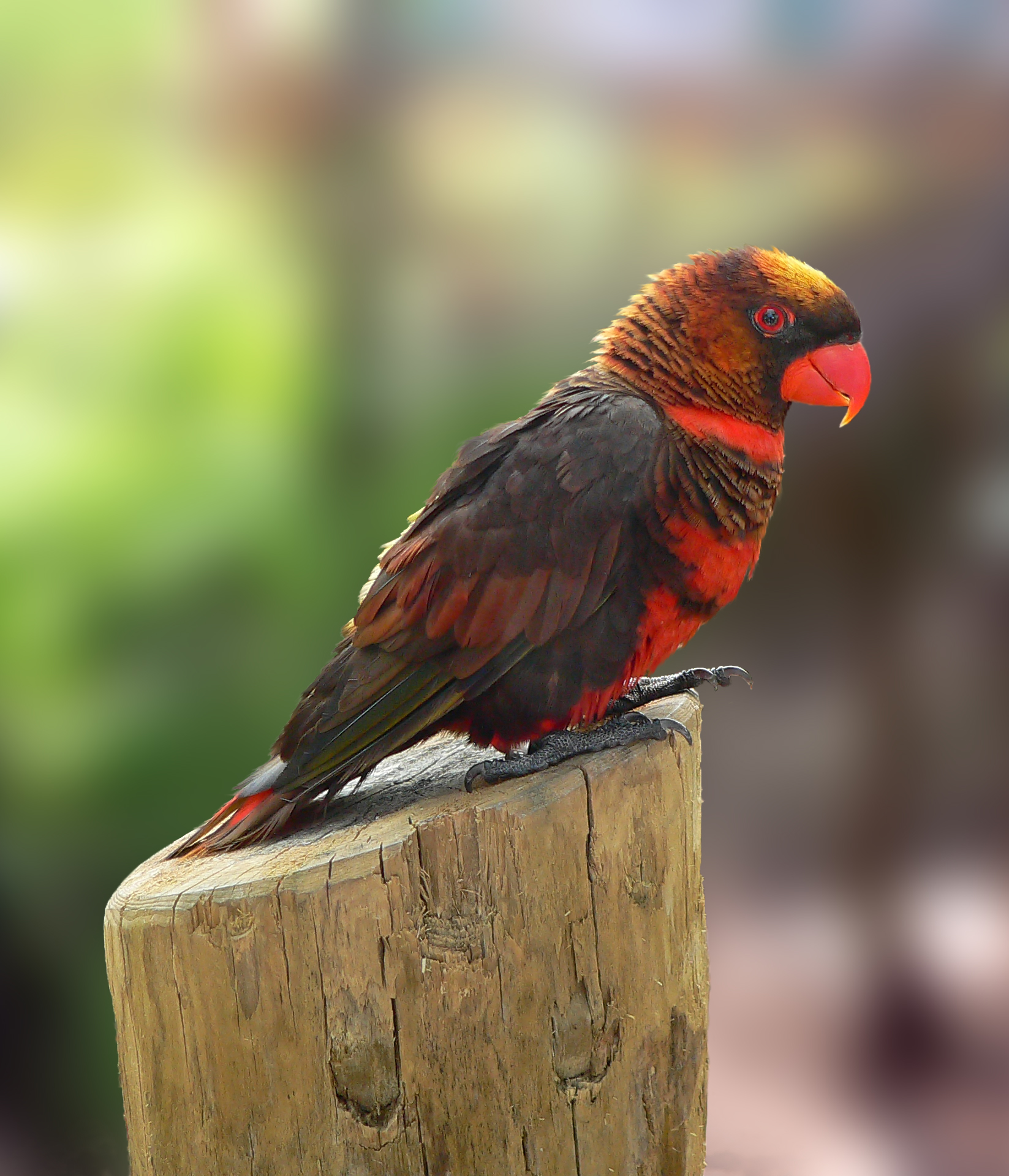
Моренговий лорі

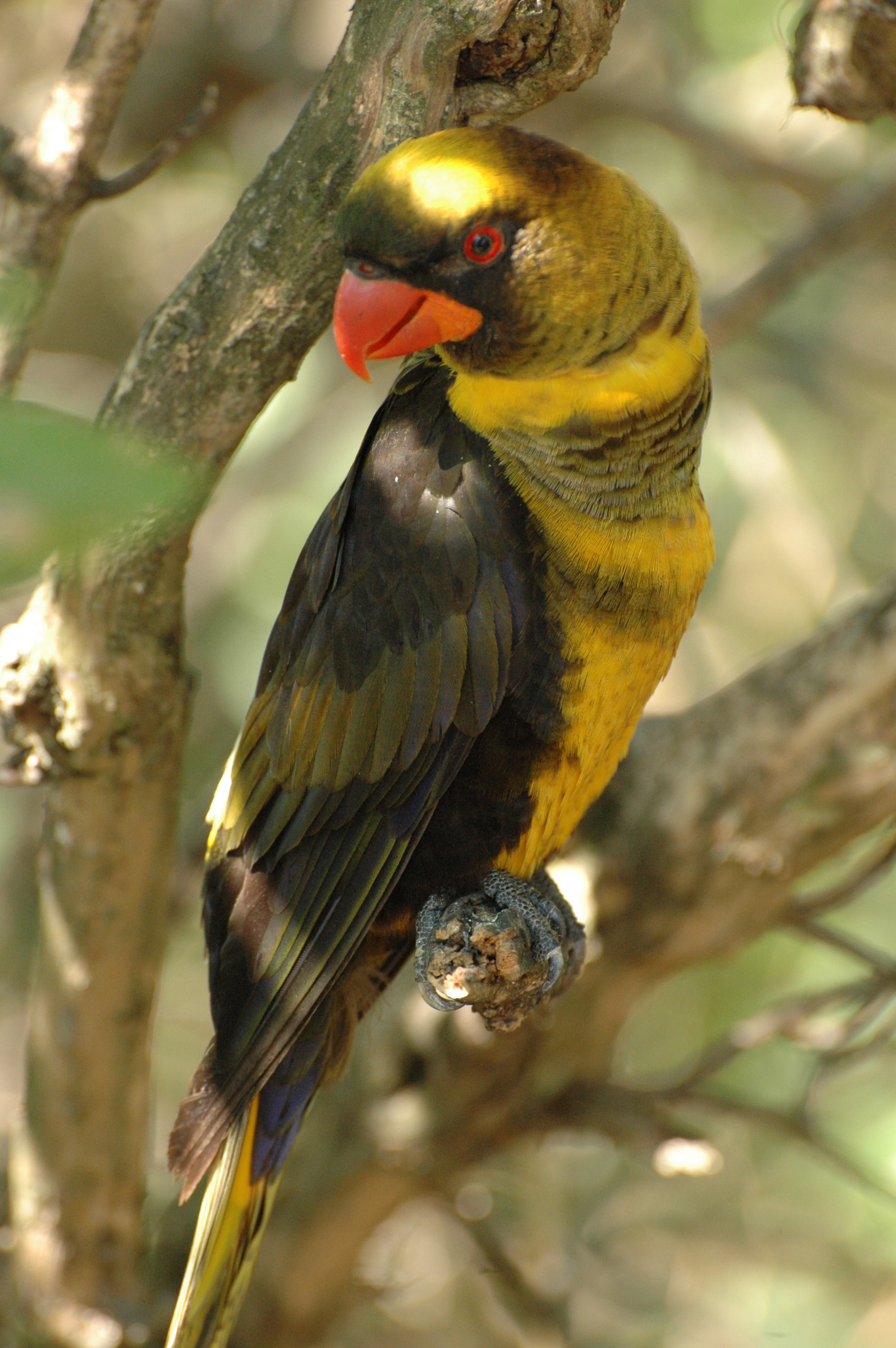
Моренговий лорі жовтої морфи

Довжина птаха становить 25 см. вага 117-192 г. Виду не притаманний статевий диморфізм. Забарвлення переважно буре, нижня частина спини і надхвістя білуваті. Смуга на верхній частині грудей і живіт жовті або оранжеві, в залежності від морфи. Хвіст відносно короткий. Райдужки червонувато-карі, дзьоб оранжево-червоний, лапи сірі. Знизу біля основи дзьоба є пляма голої оранжевої шкіри. Молоді птахи мають більш тьмяне забарвлення, спина і надхвістя у них жовтуваті, райдужки жовтувато-сірі, дзьоб на кінці коричнювато-чорний, біля основи жовтуватий.

## Поширення і екологія
Моренгові лорі мешкають на Новій Гвінеї, а також на сусідніх островах Батанта, Япен і Салаваті. Вони живуть у вологих рівнинних і гірських тропічних лісах, на узліссях, в мангрових лісах і вторинних заростях, на плантаціях і в садах. Зустрічаються на висоті до 2400 м над рівнем моря. Зустрічаються великими зграйками. Живляться квітками, нектаром і пилком, іноді також плодами. Гніздяться на вершинах дерев. Інкубаційний період триває 3 тижні, пташенята покидають гніздо через 72 дні після вилуплення.